# Ehingen (powiat Augsburg)
Ehingen – miejscowość i gmina w Niemczech, w kraju związkowym Bawaria, w rejencji Szwabia, w regionie Augsburg, w powiecie Augsburg, wchodzi w skład wspólnoty administracyjnej Nordendorf. Leży w Parku Natury Augsburg-Westliche Wälder, około 26 km na północ od Augsburga.

## Polityka
Wójtem gminy jest Franz Schlögel z UWG, rada gminy składa się z 12 osób.
|      | UWG | Razem |
| 2008 | 12  | 12    |
| 2002 | 8   | 8     |